# Ishobel Ross
Ishobel Ross (Isla de Skye, 18 de febrero de 1890 - 1965) fue una enfermera y diarista escocesa. Durante la Primera Guerra Mundial se alistó en los Hospitales de Mujeres Escocesas para el Servicio Exterior tras escuchar una conferencia de Elsie Inglis. Ross pasó un año en el frente de los Balcanes y escribió un diario de sus experiencias. Su diario se publicó posteriormente con el título Little Grey Partridge: First World War Diary of Ishobel Ross Who Served with the Scottish Women's Hospitals in Serbia. Ross nació en la isla de Skye y estudió en el Edinburgh Ladies College.

## Trayectoria
Ishobel Ross nació el 18 de febrero de 1890 en la isla de Skye. Fue la cuarta de los seis hijos de James Ross, creador del licor Drambuie.
Asistió al Edinburgh Ladies College y más tarde fue profesora de cocina en la Atholl Crescent School of Domestic Science.

### Primera Guerra Mundial
Poco después del estallido de la Primera Guerra Mundial en 1914, Ross escuchó a Elsie Inglis dar una conferencia sobre los Hospitales de Mujeres Escocesas para el Servicio Exterior.
Ross se presentó voluntaria para unirse a Inglis en Serbia para el establecimiento de una unidad hospitalaria en el frente del teatro de los Balcanes. Embarcó rumbo a Grecia en el buque hospital Dunluce Castle y llegó a Salónica el 22 de agosto de 1916. La unidad se unió a un grupo de australianas y a la médica neozelandesa Agnes Bennett. Antes de unirse a la unidad de hospitales femeninos escoceses, Ross recibió inicialmente formación como cocinera. Aprendió serbio y ruso para comunicarse con los soldados. Durante su estancia en Grecia desarrolló simpatía por los serbios. Durante su estancia en el frente, Ross conoció a Flora Sandes, una mujer británica que luchó con el ejército serbio.
Ross regresó a Gran Bretaña en julio de 1917.

### Diario
Ross escribió un diario durante su servicio. La parte del diario de Ross que se publicó comienza con su viaje a Grecia y termina con su regreso a Gran Bretaña en julio de 1917. La entrada del 12 de septiembre de 1916, «El bombardeo ha comenzado», registra los acontecimientos de ese día:
Los disparos comenzaron a las 5 de la mañana y no han cesado desde entonces. El ruido es ensordecedor y parece estar mucho más cerca de lo que realmente está. Un oficial serbio nos dijo que estamos a sólo 5 millas de la lucha. Es horrible pensar que cada estampido significa tantas vidas perdidas. Dicen que el bombardeo continuará durante cuatro o cinco días. Algunos de nosotros fuimos a la cima de la colina esta noche y vimos los destellos de los cañones. Era una noche preciosa, con la luna brillando y las colinas preciosas. Pensar en tanta matanza y caos tan cerca de toda esta belleza me entristeció mucho.
Durante su estancia en la unidad, Ross visitó con Ingles las trincheras donde enterraron a algunos de los soldados caídos. Ross escribió más tarde en su diario: «Qué terrible espectáculo era ver los cuerpos medio enterrados y todo el lugar sembrado de balas, estuches de cartas, máscaras antigás, proyectiles vacíos y puñales».

## Legado
Ross se casó y tuvo una hija, Jess Dixon. Tras la muerte de Ross en 1965, su hija consiguió que el diario fuera de dominio público e informó a Aberdeen University Press de su existencia. Se publicó con el título Little Grey Partridge: First World War Diary of Ishobel Ross Who Served with the Scottish Women's Hospitals in Serbia en 1988. Los soldados apodaban a las enfermeras de la guerra «pequeñas perdices grises». El diario recibió una crítica mordaz de Lesley Hall en Medical History, quien lamentó la falta de descripciones vívidas y escribió que «por su descripción, servir en un hospital de campaña en el frente serbio equivalía estrechamente a un campamento de guías».

## Lectura adicional
- Ross, Ishobel (1988). Little Grey Partridge: First World War Diary of Ishobel Ross who served with the Scottish Women's Hospitals unit in Serbia. Aberdeen University Press. ISBN 0-08-036419-5.

- Datos: Q94624442